# Eßleben (Werneck)
Eßleben ist ein Gemeindeteil des Marktes Werneck im unterfränkischen Landkreis Schweinfurt in Bayern.

## Geographie
Das Pfarrdorf liegt fünf Kilometer südlich von Werneck. Der Brumbach, auch Katzbach genannt, ist ein Zufluss der Wern, der hindurch fließt. Im Osten bezeichnet der Flurname zu Olzhausen die Stelle des untergegangenen Dorfes Adelshausen. Das Ortsbild des Altortes wird bestimmt durch meist hufeisenförmige Gehöfte, die eng um die Kirche angeordnet sind. Außerhalb schließen sich Siedlungsgebiete an.

## Geschichte
772 wurde der Ort als „Isenleiba“ erstmals urkundlich erwähnt. Er ist einer der südlichsten der Ortsnamen auf -leben, die sonst für Mitteldeutschland (Thüringen, Sachsen-Anhalt) typisch sind.
Am 1: Mai 1978 wurde die Gemeinde Eßleben im Zuge der Gebietsreform in Bayern in die Gemeinde Werneck eingegliedert.

## Baudenkmäler
Wichtigstes Baudenkmal ist die katholische Pfarrkirche St. Georg mit ihrer steinernen Ölberggruppe, die um 1500 entstand. Außerdem befinden sich im Ort mehrere denkmalgeschützte Wegkreuze, Bildstöcke und Prozessionsaltäre.

## Wirtschaft
Durch den fruchtbaren Lößlehmboden ist der Ort landwirtschaftlich geprägt. Früher wurde südlich davon Weinbau betrieben. Ein großer Anteil der Einwohner pendelt in die Schweinfurter Industrie. Im Osten hinter dem Bahndamm befindet sich neben der Biogasanlage das 2015 eröffnete Pilzland Eßleben, welches die Region mit Pilzen versorgt.

## Vereine
- Der am 16. Juni 1928 als FC Essleben gegründete Turn- und Sportverein (TSV) Eßleben hat mehrere Abteilungen. Mit mehreren Mannschaften im Herren-, Junioren- und Seniorenbereich hat der Fußball den größten Anteil. Seit der Saison 2022/2023 spielt die erste Herrenmannschaft unter Trainer Dominik Seufert in der Bezirksliga Unterfranken-Ost. Die Korbballerinnen spielen in der Korbball-Bundesliga. Ebenfalls zum TSV gehört eine Tischtennis- und eine Gymnastikabteilung.[4]
- Der Musikverein Eßleben 1968 e. V. setzt sich zusammen aus dem Blasorchester unter der Leitung von Katharina Deppisch, dem Jugendblasorchester unter der Leitung von Rabea Cäsar, sowie dem Ehemaligenorchester Eßpressivo. Gleitet wird den Verein von Klaus Balling, Kerstin Keller-Göbel und Ronja Kömm.
- Mit Symbolum hatte Eßleben einen eigenen Kirchenchor, der zuletzt unter der Leitung von Katrin Beßler stand.[5]
- Die Bands Die Grumis (als Die Burggrumbacher gegründet) unter Michael Weisenberger und Die Vagabunden unter Marcel Steinrichter haben ihre Heimat in Eßleben.[6][7]
- Die Freiwillige Feuerwehr Eßleben agiert hauptsächlich im Markt Werneck, wo regelmäßig Einsätze beim Pilzland, dem Schloss Werneck und den angrenzenden Autobahnen gefahren werden. Im Jahr 2022 feierte die Wehr ihr 150-jähriges Bestehen.[8]
- Weitere Vereine sind die Vereinsgemeinschaft, der Obst- und Gartenbauverein und die Motorsportfreunde Bauwagen Essleben.

## Verkehr
Durch Eßleben führt die Bundesstraße 19. Vier Kilometer westlich verläuft die Autobahn A7 mit der Anschlussstelle Gramschatzer Wald (AS 100). Die Bamberg–Rottendorf mit einem Haltepunkt führt im Osten vorbei. Der Ort ist an das Radwegenetz des Marktes Werneck angeschlossen.